# Bank Nagelmackers
Bank Nagelmackers nv is een Belgische private bank. Er zijn in 2023 49 filialen in België waarvan er 27 uitgebaat worden door zelfstandige agenten. Het hoofdkantoor is sinds december 2023 gevestigd aan de Montoyerstraat te Brussel.  

## Geschiedenis
Bank Nagelmackers is de oudste Belgische bank, ze werd in 1747 in het Luikse opgericht door Pierre Nagelmackers. Luik kende in de 18e en 19e eeuw een uitzonderlijke economische groei en Nagelmackers was de bankier van de Luikse industrie. Zijn kleinzoon Gérard-Théodore Nagelmackers begeleidde de expansie van de toenmalige Cockerill fabrieken en nam in 1830 deel aan de opstelling van de Belgische grondwet. Begin 20e eeuw opende het eerste kantoor in Brussel.

### BNP Paribas
In 1990 ging Bank Nagelmackers 1747 na 243 jaar een onafhankelijke bank te zijn geweest op in de groep Banque Nationale de Paris.

### P&V
In 1994 werd Bank Nagelmackers 1747 overgenomen door de verzekeringsmaatschappij P&V, die gecontroleerd wordt door organisaties uit socialistische bewegingen. Nagelmackers behoorde op dat moment volledig aan P&V Holding toe, die zo een volwaardige bank-verzekeraar werd. Op 22 december 1995 werd de vroegere coöperatieve bank Codep, die onder controle van P&V stond, volledig overgenomen door de Bank Nagelmackers 1747.

### Delta Lloyd Bank
Na een akkoord tussen P&V en het Nederlandse Delta Lloyd in de zomer van 2001 volgde een fusie tussen Nagelmackers en Delta Lloyd Bank. De naam Nagelmackers verdween in 2005 uit het Belgische straatbeeld en werd vervangen door Delta Lloyd Bank.

### Anbang
In 2015 werd Delta Lloyd Bank na een moeizaam verlopen en tijdelijk stilgelegd verkoopsproces onverwacht overgenomen door de Chinese groep Anbang Insurance Group voor een bedrag van 219 miljoen euro. De oorspronkelijke naam Nagelmackers werd weer aangenomen en er werd nieuw geld in de bank gepompt. De bank werd 100% (min 1 aandeel) dochter van Anbang Belgium. Anbang Belgium was dan weer 100% (min 1 aandeel) dochter van Anbang Group Holdings, dat op zijn beurt een kleindochter was van Anbang Insurance Group. De resultaten van de groep vielen echter tegen. Dit leidde in 2018 tot een aanzienlijke besparingsoperatie en het ontslag van Bart Guns, lid van het directiecomité.

### Verkoop door Anbang
Nadat de groep Anbang begin 2018 onder controle was geplaatst van de Chinese autoriteiten, werden tal van buitenlandse investeringen van de hand gedaan. In juli 2019 raakte bekend dat na de succesvolle verkoop van Fidea Verzekeringen, door Anbang ook Bank Nagelmackers te koop werd gesteld. Begin 2020 was er nog geen overnemer gevonden voor de bank, in februari 2020 raakt bekend dat de geplande verkoop voor onbepaalde tijd werd stilgelegd. De ontvangen biedingen, veelal van investeringsmaatschappijen, zouden tientallen miljoenen lager uitvallen dan de verhoopte 200 miljoen euro. De CEO werd daarbij de laan uitgestuurd.

### 275 jaar
In 2022 vierde Nagelmackers haar 275e verjaardag en nam men een nieuwe hoofdzetel in gebruik. 'Monteco', een samentrekking van 'Montoyer' (waar ze gevestigd is) en 'Ecologisch'.

### Nagelmackers vervoegt Caisse d'Epargne Hauts de France
In September 2024 bereikte de toenmalige aandeelhouder een akkoord met de Franse bank Caisse d'Epargne Hauts de France, waarbij na akkoord van de Europese Centrale Bank, Nagelmackers voor 100% in Franse handen kwam. Caisse d'Epargne Hauts de France is een onderdeel van de Franse bankengroep BPCE, de op een na grootste financiële dienstengroep in Frankrijk en de vierde in de eurozone.
Caisse d’Epargne Hauts de France, een toonaangevende bankinstelling sinds 200 jaar in het noorden van Parijs, is een 100% regionale bank die eigendom is van haar cliënten en B Corp-gecertificeerd is. Ze is lid van de Groupe BPCE. Als dagelijks bankier, verzekeraar en partner in de projecten en successen van haar cliënten, telt ze 3.000 medewerkers, 300 kantoren en 8 business centra om 1,1 miljoen particuliere cliënten en 43.000 zakelijke cliënten en bedrijfsleiders te ondersteunen. Ze werkt ook samen met lokale overheden, organisaties in de sociale en solidaire economie, instellingen voor sociale huisvesting en vastgoedprofessionals. In 2024 heeft ze een netto bankinkomen van 687,5 miljoen euro gerealiseerd.

#### Sleutelpersonen april 2025
- CEO: Peggy Brione
- CFO: Beatrijs Van de Cappelle
- CCO: Yves Van Laecke
- CRO: Guy Van Den Eynde
- Voorzitter Raad van Bestuur: Laurent Roubin